# Danh sách khu bảo tồn tại Nepal

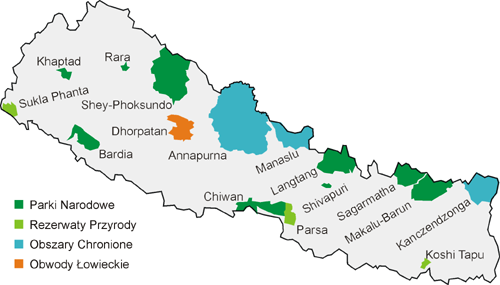
Các khu bảo tồn tại Nepal

Nepal là vùng đất rộng lớn có diện tích 147.181 km2 (56.827 sq mi) chiếm phần trung tâm của dãy Himalaya giữa Khu vực sinh thái Palearctic và Indomalaya. Phạm vi độ cao từ 67 m (220 ft) trên mực nước biển ở phía đông nam Terai đến 8.848 m (29.029 ft) tại Sagarmatha trong một khoảng bề ngang ngắn. Các sườn dốc theo độ cao đã tạo thành 11 vùng sinh thái có khí hậu từ nhiệt đới thấp dưới 500 m (1.600 ft) để vùng núi cao trên 5.000 m (16.000 ft) tại Himalaya, bao gồm 9 vùng sinh thái trên cạn với 36 kiểu thảm thực vật. Thực vật ghi nhận có 1.120 loài thực vật không hoa và 5.160 loài thực vật có hoa. Nepal xếp thứ 10 về sự đa dạng thực vật có hoa ở châu Á. Động vật ghi nhận có 181 loài thú, 844 loài chim, 100 loài bò sát, 43 loài lưỡng cư, 185 loài cá nước ngọt, và 635 loài bướm. Nhận thức được tầm quan trọng về sự đa dạng sinh học, Chính phủ Nepal đã thành lập một mạng lưới gồm 17 khu bảo tồn từ năm 1973, bao gồm 10 vườn quốc gia, 3 khu bảo tồn động vật hoang dã, 3 khu bảo tồn và 1 khu bảo tồn thú săn. Ngoài ra, 3 khu Ramsar đã được công nhận vào năm 2003.
Dưới đây là danh sách các vườn quốc gia, khu bảo tồn động vật hoang dã, khu bảo tồn, khu bảo tồn thú săn và khu Ramsar.

## Danh sách

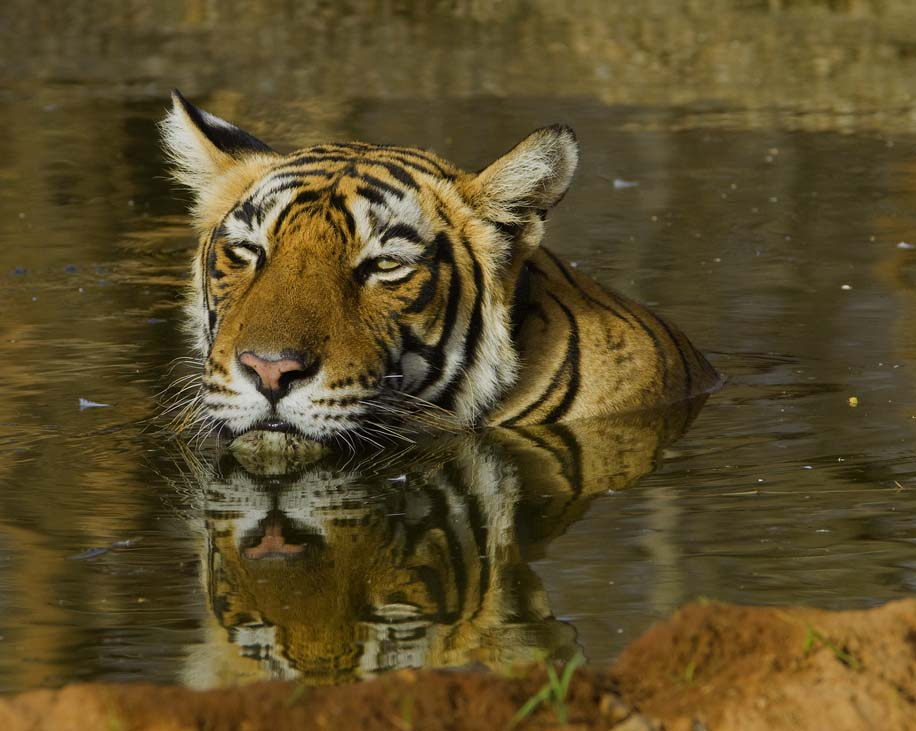
Một con hổ Bengal trong Vườn quốc gia Chitwan.

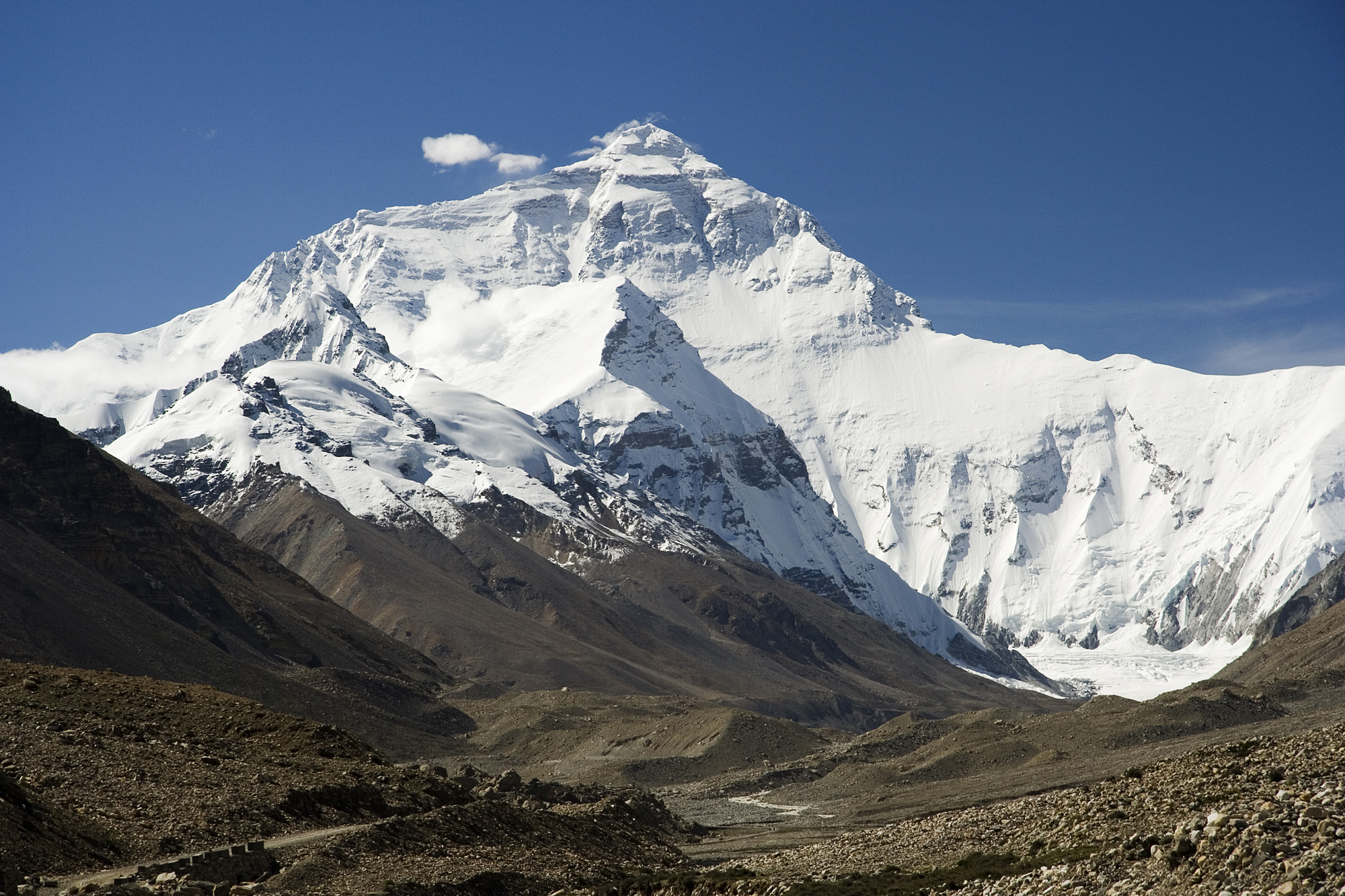
Everest, nóc nhà của thế giới thuộc Vườn quốc gia Sagarmatha.

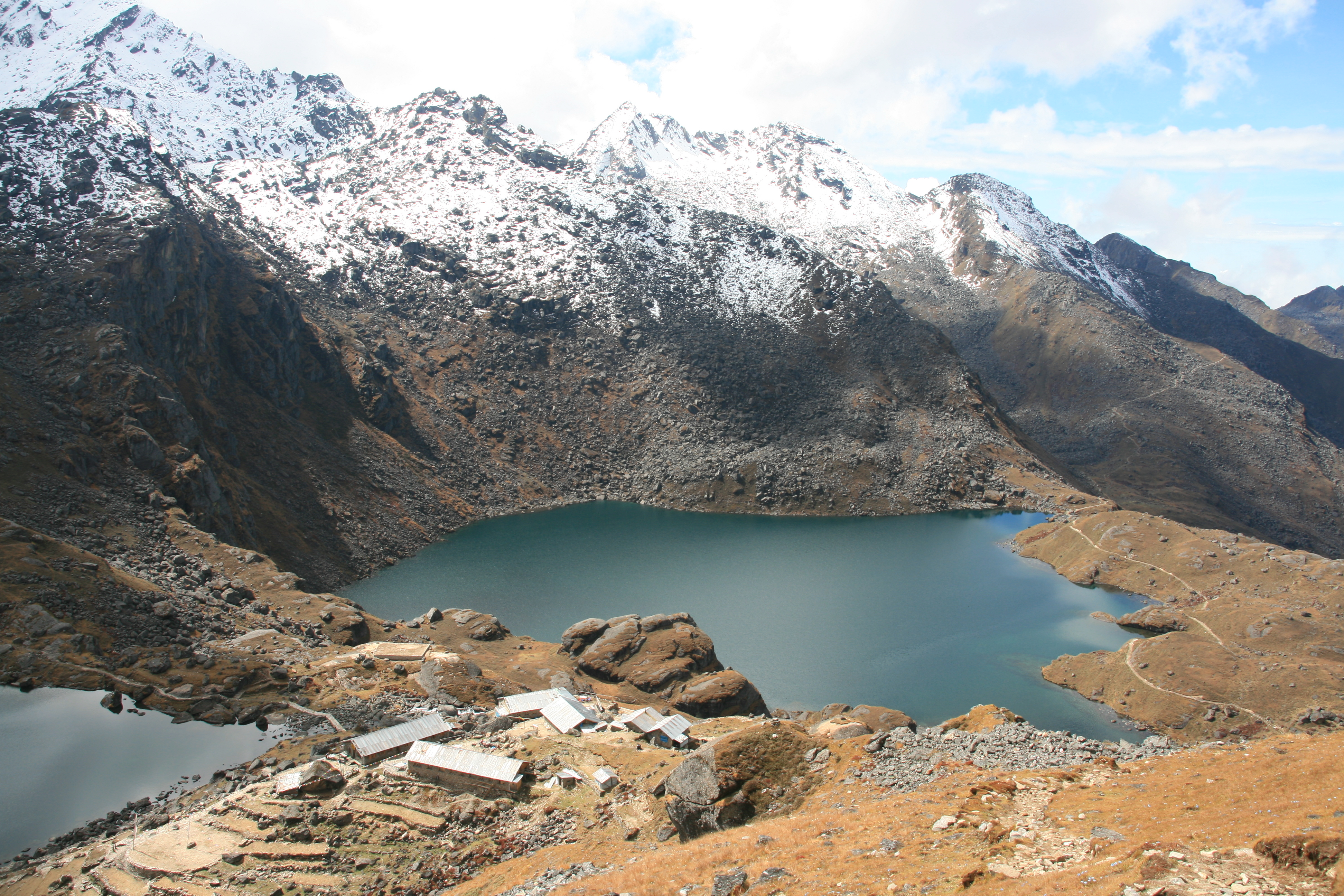
Hồ Gosainkunda, Vườn quốc gia Langtang.

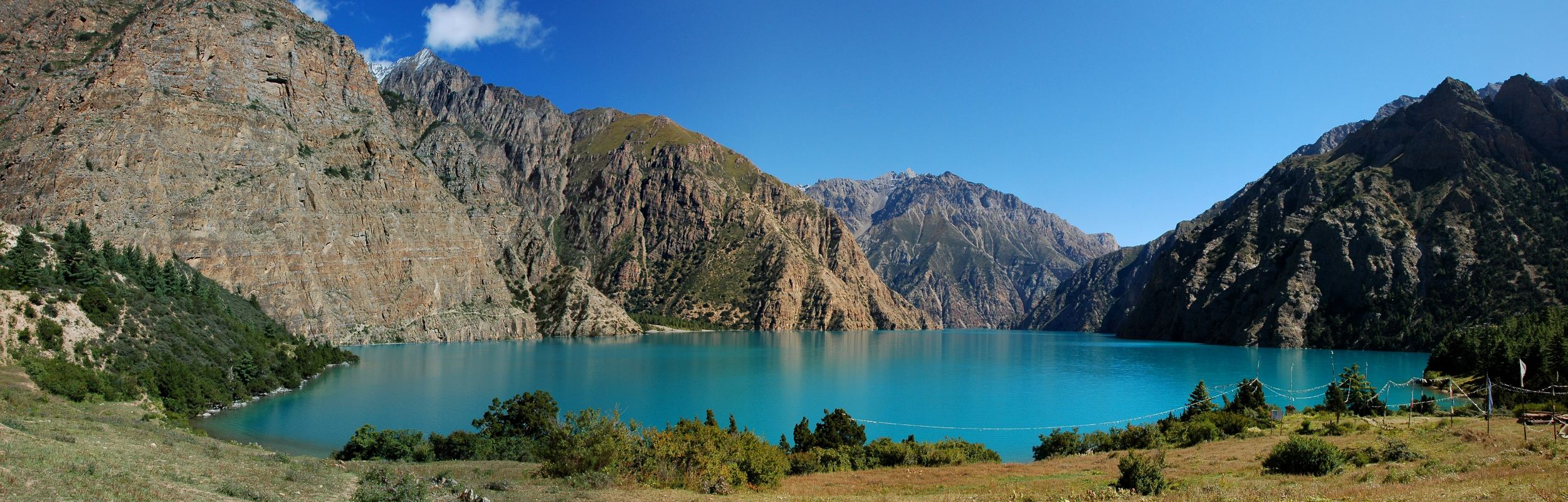
Hồ Phoksundo, Vườn quốc gia Shey Phoksundo.

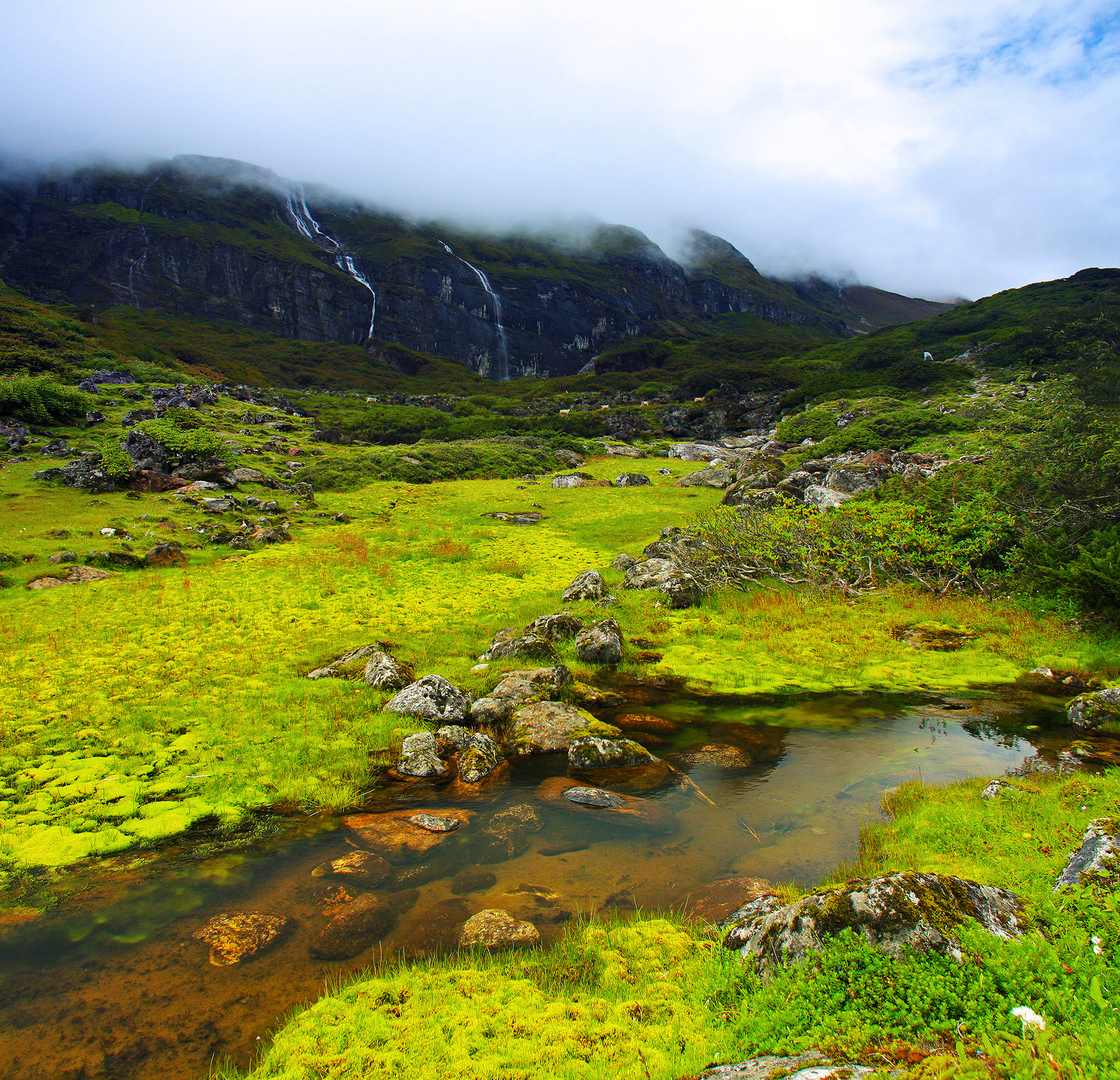
Cảnh quan trong Thung lũng Barun, Vườn quốc gia Makalu Barun.

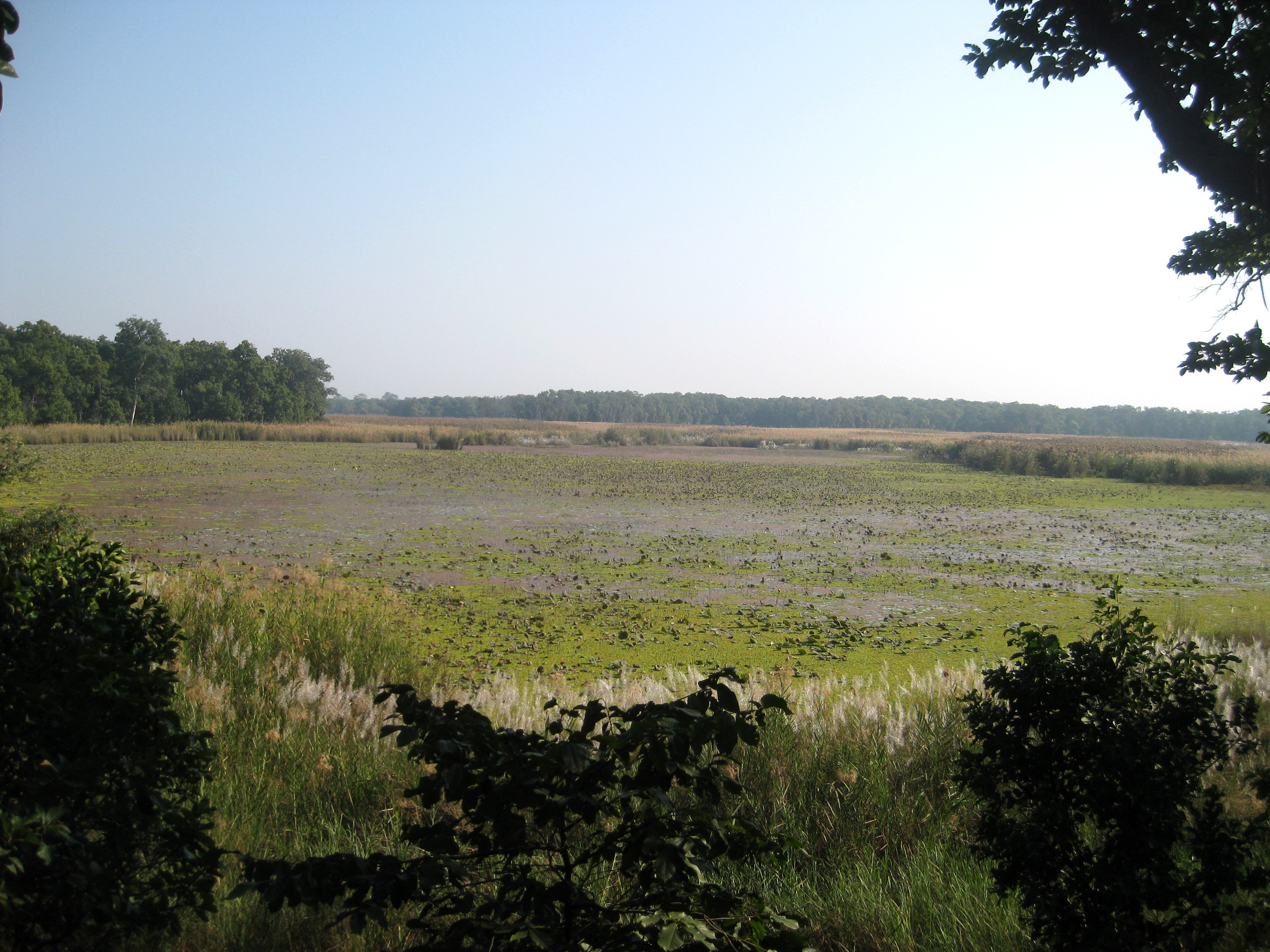
Khu bảo tồn động vật hoang dã Sukla Phanta.

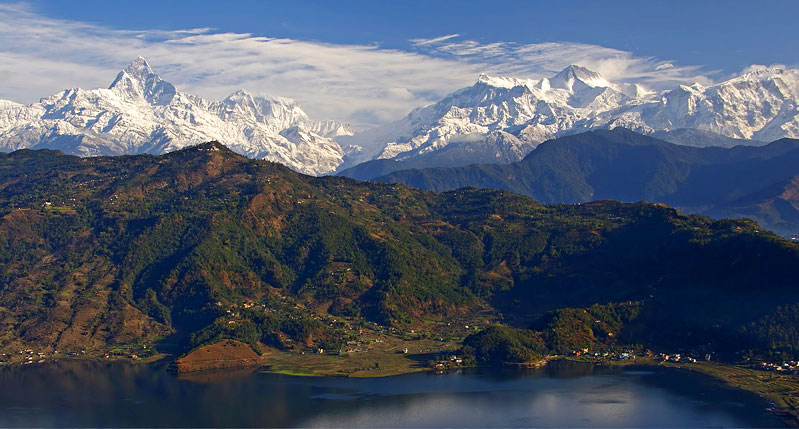
Dãy núi Annapurna thuộc Khu bảo tồn Annapurna nhìn từ Pokhara.

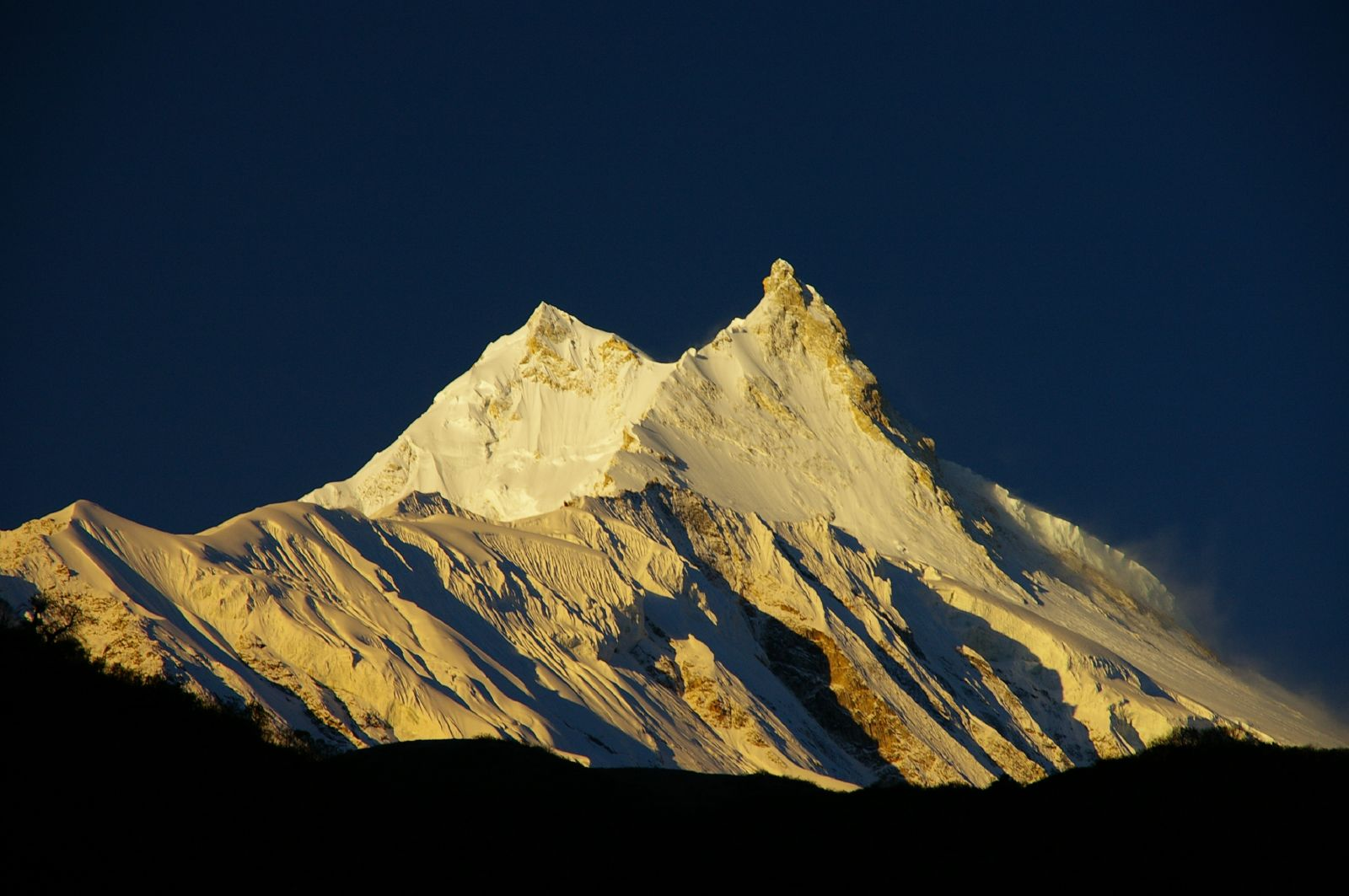
Núi Manaslu trong Khu bảo tồn Manaslu.

### Vườn quốc gia
| Tên                                       | Vị trí                           | Khu vực                         | Thành lập |
| ----------------------------------------- | -------------------------------- | ------------------------------- | --------- |
| Vườn quốc gia Chitwan                     | Chitwan                          | 932 km2 (360 dặm vuông Anh)     | 1973      |
| Vườn quốc gia Sagarmatha                  | Solukhumbu                       | 1.148 km2 (443 dặm vuông Anh)   | 1976      |
| Vườn quốc gia Langtang                    | Nuwakot Rasuwa Sindhulpalchok    | 1.710 km2 (660 dặm vuông Anh)   | 1976      |
| Vườn quốc gia Rara                        | Mugu Jumla                       | 106 km2 (41 dặm vuông Anh)      | 1976      |
| Vườn quốc gia Khaptad                     | Bajhang Bajura Achham Doti       | 225 km2 (87 dặm vuông Anh)      | 1984      |
| Vườn quốc gia Shey Phoksundo              | Dolpa Mugu                       | 3.555 km2 (1.373 dặm vuông Anh) | 1984      |
| Vườn quốc gia Bardiya                     | Bardiya                          | 968 km2 (374 dặm vuông Anh)     | 1988      |
| Vườn quốc gia và khu bảo tồn Makalu Barun | Solukhumbu Sankhuwasabha         | 1.500 km2 (579 dặm vuông Anh)   | 1992      |
| Vườn quốc gia Shivapuri Nagarjun          | Kathmandu Nuwakot Sindhupalchowk | 159 km2 (61 dặm vuông Anh)      | 2002      |
| Vườn quốc gia Banke                       | Dang Deukhuri Salyan Banke       | 550 km2 (212 dặm vuông Anh)     | 2010      |

### Khu bảo tồn động vật hoang dã
- Khu bảo tồn động vật hoang dã Koshi Tappu
- Khu bảo tồn động vật hoang dã Parsa
- Khu bảo tồn động vật hoang dã Sukla Phanta

### Khu bảo tồn
- Khu bảo tồn Annapurna
- Khu bảo tồn Manaslu
- Khu bảo tồn Kanchenjunga
- Khu bảo tồn Api Nampa

### Khu bảo tồn thú săn
- Khu bảo tồn thú săn Dhorpatan

### Khu Ramsar
- Beeshazar Tal
- Ghodaghodi Tal
- Hồ Jagdishpur